# IIcons
A IIcons az amerikai Naughty by Nature hiphopcsapat 6. stúdióalbuma, mely 2002. május 7-én jelent meg a TVT Records kiadónál. Az album a Billboard 200-as lista 15. helyéig jutott, és a Top R&B/Hip-Hop album lista 5. helyén landolt. Az albumról egyetlen kislemezt másoltak ki a Feels Good (Don't Worry Bout a Thing) mely a Billboard Hot 100-as lista 53. helyezett lett. A dalban közreműködött 3LW is.

## Tracklista
1. "IIcons" – 3:56 (sample Hail Mary by: Makaveli)
2. "Rock & Roll" (featuring Method Man & Redman) – 3:34
3. "What You Wanna Do" (featuring Pink) – 4:45
4. "Swing Swang" – 4:06
5. "Rah Rah" (featuring Rottin Razkals) – 4:18
6. "Feels Good (Don't Worry Bout a Thing)" (featuring 3LW) – 4:13
7. "Let Me Find Out" – 3:48
8. "Naughty by Nature" (featuring Carl Thomas) – 6:22
9. "N.J. to L.A." (featuring Road Dawgs, Rottin Razkals)  – 4:21
10. "Red Light" (featuring Queen Latifah) – 4:42
11. "Ashes to Ashes" (featuring Icarus, Bumpy Knuckles) – 5:34
12. "What U Don't Know" – 4:00
13. "Wild Muthafuckas" (featuring Lil Jon, Chyna Whyte) – 5:39
14. "Family Tree" – 5:30

## Slágerlista
| Év   | Album  | Helyezés      | Helyezés              |
| Év   | Album  | Billboard 200 | Top R&B/Hip Hop Album |
| 2002 | IIcons | 15            | 5                     |

## Kislemez slágerlista helyezések
| Év   | Dal                                     | Helyezés          | Helyezés                   | Helyezés           |
| Év   | Dal                                     | Billboard Hot 100 | Hot R&B/Hip-Hop kislemezek | Hot Rap kislemezek |
| ---- | --------------------------------------- | ----------------- | -------------------------- | ------------------ |
| 2002 | "Feels Good (Don't Worry Bout a Thing)" | 53                | 25                         | 1                  |

## Külső hivatkozások
- Az album a CD Universe oldalon[1]
- Az album a Rolling Stone magazin oldalán[2]
- Az album a Discogs.com oldalán[3]